# ساندرين كبامبا
ساندرين كبامبا (بالفرنسية: Sandrine Kabamba)‏ مواليد 5 يونيو 1979، هي لاعبة كرة يد كونغولية تلعب كمحور. مثلت منتخب جمهورية الكونغو الديمقراطية لكرة اليد للسيدات.

## سجل المنافسة
شاركت في البطولات التالية:
- بطولة العالم لكرة اليد للسيدات 2013